# Буквоїд
Буквоїд — український книжковий вебпортал про сучасну українську та зарубіжну літературу, що працює з 20 жовтня 2008 року. На сайті публікуються анонси літературних подій, рецензії нових книжок, а також інтерв'ю з письменниками. В розділі «Інфотека» містяться короткі довідки про українських авторів та видавництва.

## Історія
Журналіст Сергій Руденко запустив книжковий сайт «Буквоїд» у жовтні 2008 року.

## Редактори
- Сергій Руденко — керівник проекту
- Леся Коверзнєва (до шлюбу Синиченко) — редакторка